# 荒川電車営業所

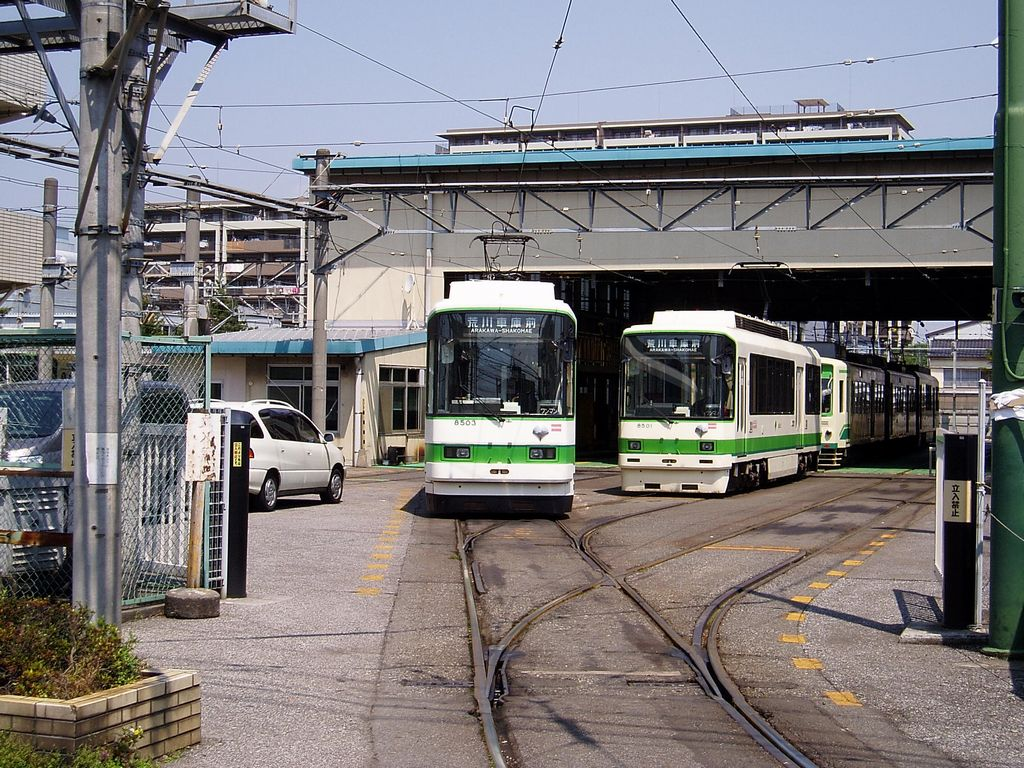
営業所構内で出庫を待つ電車

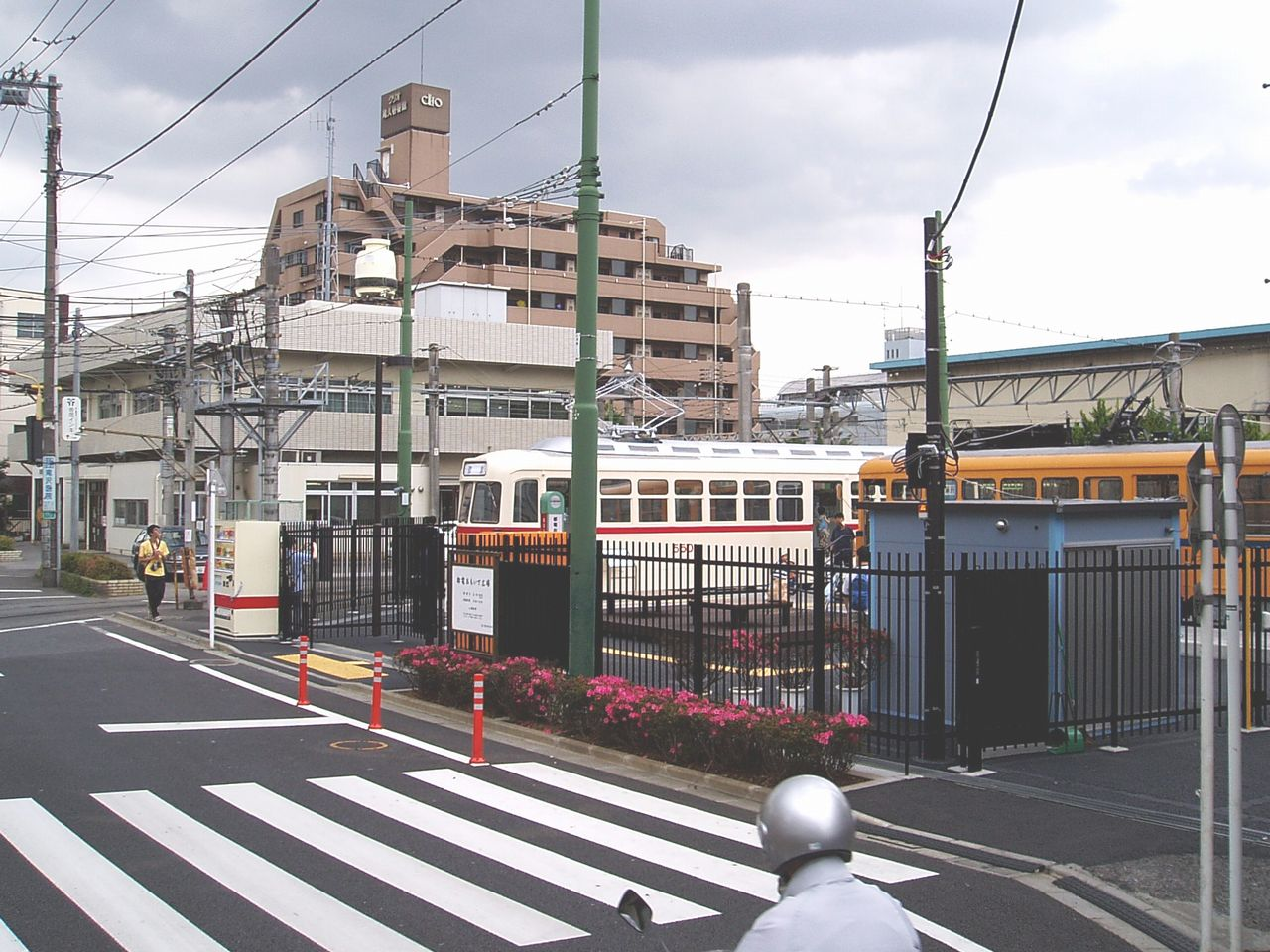
営業所敷地内「都電おもいで広場」には保存車両が展示されている

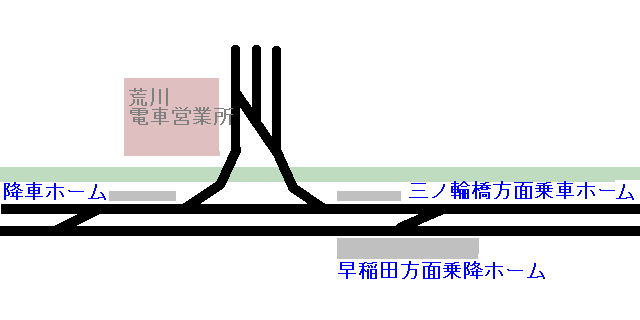
荒川車庫前停留場と荒川電車営業所の位置関係

荒川電車営業所（あらかわでんしゃえいぎょうしょ）は、東京都荒川区西尾久にある東京都交通局の都電（東京都電車）営業所である。
路面電車である都電荒川線の運行管理・営業を行い、乗務員基地や車庫・保守基地（荒川車両検修所）を擁する。

## 沿革
- 1913年（大正2年）4月1日 - 王子電気軌道三ノ輪（現・三ノ輪橋停留場）～飛鳥山下（現・梶原停留場）開業に伴い、船方車庫として開設[2]
- 1942年（昭和17年）2月1日 - 東京市内路面交通事業の統合により東京市電気局荒川電車営業所に改組[2]
- 1943年（昭和18年）7月1日 - 都制施行により東京都交通局荒川電車営業所に改組[2]
- 1971年（昭和46年）7月 - 電車車両工場から工場機能を移設し、志村車両工場電車整備係として定期検査を施工する部署となる[2]
- 1981年（昭和56年）4月1日 - 荒川電車営業所を荒川車両検修所に改組[3]
- 1983年（昭和58年）8月 - 王子電気軌道時代から使用していた車両棟建屋の建て替え工事完成[3]
- 1984年（昭和59年） - 車両棟建屋に隣接して保守庁舎が完成[3]
- 2001年（平成13年）4月1日 - 修車業務（重要部検査・全般検査）を交通局直営から協力会社の東京交通サービスに委託[3][4][5]
- 2003年（平成15年）4月1日 - 志村車両検修場荒川車両検修所に改組[3]
- 2006年（平成15年）4月1日 - 夜間検車業務における入庫点検、消耗品交換、故障対応、緊急点検を協力会社の東京交通サービスに委託[5][4]
- 2007年（平成19年）5月26日 - 敷地内に旧型車両などを展示した「都電おもいで広場」を開設[6]
- 2010年（平成22年）4月1日 - 検車業務（列車検査・月検査）を東京交通サービスに委託、ぼぼすべての検査業務が外注となる[5][4][3]

### 上野モノレールについて
2019年（令和元年）11月1日から運行を休止、2023年（令和5年）12月27日付で廃止された上野動物園内のモノレール「東京都交通局上野懸垂線」の各種検査（列車検査・月検査・重要部検査・全般検査）についても、荒川車両検修所が管理を担当していた。

## 構内
車両検修場の主な業務は列車検査（3日以内）、月検査（3か月以内）、重要部検査（4年以内）・全般検査（8年以内）、臨時検査、故障対応、車両清掃などである
構内の入換作業や検査業務（列車検査・月検査・重要部検査・全般検査）は協力会社の東京交通サービスに委託している。ただし、東京交通サービスは管理監督業務を行っており、実際の業務は宮脇車輌工業が行っている
構内は南北方向に各線が並んでおり、車両の移動はトラバーサーにより行う。車両棟（建屋内）は軌条間が床下点検用にピット構造となっている。西側から
- 留置1 - 6番線 - 車両の留置線、1線に3両が留置できる[3]
- 洗浄線 1線 - 車両洗浄機1基と手洗浄作業台を設置、車両2両が留置できる[3]

車両棟（建屋内）
- 修繕線 1線（検車職場） - 検査に使用、車両2両が留置できる[3]
- 入庫線 1線 - 車両の入庫に使用、車両3両が留置できる[3]
- 出庫1番 - 出庫3番線 - 車両の出庫に使用、1線に3両が留置できる[3]
- 月検1番線・月検2番線（月検職場） - 月検査に使用、1線に車両3両が留置できる[3]。月検査は主に移動式床下集塵装置を備えた月検1番線が使用される[3]
- 大手入線 1線 - 車両故障など臨時の修繕に使用する[3]
- 臨時検査1番線・2番線（臨検職場） - 使用機会は少ない[3]
- 検査線 1線（全重検職場） - 重要部検査・全般検査に使用[3]

### 都電おもいで広場
2007年5月26日より、新型車両9000形のデビューにあわせ「路面電車の日イベント」と共に公開を開始した。土・日・祝日の10:00 - 16:00に広場内を開放している。
場内には以下の保存車両が展示されている。
- 5500形5501号[6]
  - PCCカーの愛称で親しまれてきた車両。1967年の1系統（銀座線）の廃止と共に廃車となり、上野公園内に保存されていたが、1991年に当車庫に移され保管された後、2007年3月中に一旦搬出、修復された後に返却され、当地にて展示された。車内はギャラリーを兼ねているため、座席が完全に撤去されているほか[6]、片方の運転台も撤去されている（残されている運転台は登場時の足踏みペダル式に復元されている[6]）。2019年には塗り替えが行われた。
- 7500形7504号[6]
  - 1998年まで「学園号」としてラッシュ時に運用されていたが、2001年に廃車。その後は車庫内で座席を撤去され、倉庫代用として使用されていたが、2006年の「路面電車の日イベント」の際に修復され、綺麗な姿を披露した。その後、当地に保存されることが決定、正式に保存された。

## その他
- 毎年6月の「路面電車の日」と10月の「荒川線の日」を記念して、営業所内を公開するイベントが行われるのが恒例となっている。
- 車庫内には荒川線ワンマン化の際に廃車になった6000形6086号が保管されており、イベント開催時に公開されることがある。かつて都内の個人宅にて保存されていたが、2008年6月に荒川車庫に返還され、その後再塗装等の整備が実施された。
- かつては、ワンマン改造を受けずに廃車となった7500形7514号も保管されていたが、1999年に整備の上江戸東京たてもの園へ移された。
- 1977年のNHK制作のドラマ『男たちの旅路 シルバーシート』の撮影に、当営業所が使われている。使用された車両は7500形の7514であった。
- 2004年発売のモーニング娘。「女子かしまし物語」のPV撮影に、当営業所が使われている。使用された車両は7500形の7507であった。